# Hacksta kyrka
Hacksta kyrka en kyrkobyggnad i Uppsala stift som tillhör Villberga församling.  Kyrkan är omgiven av åkrar och ligger 25 kilometer sydost om Enköping.

## Kyrkobyggnaden
Kyrkan är uppförd av putsat murverk och står under spåntak. Murarna formar ett långhus från 1200-talet med ett samtida, smalare rakt avslutat kor i öster. Något senare, oklart när, vidbyggdes en sakristia i norr. Det senmedeltida vapenhuset i söder har blinderingar av tegel över sydportalens gavelröste. 1762 revs den medeltida sakristian och den nuvarande uppfördes på samma plats. Omkring år 1300 försågs koret med ribbvalv som dekorerades med kalkmålningar. Långhusets stjärnvalv härrör från perioden 1470–1490 och även dessa bemålades kort efter det att de stod färdiga. 
Kyrkans interiör präglas idag av den renovering som utfördes 1927 och bland annat omfattade borttagande av orgelläktaren, justeringar av bänkinredningen från 1680-talet och framtagning av draperimålningen. Korfönstret igenmurades. På dess plats placerades 1934 en målning av Axel Wallert. Vid en renovering 1981 återupptogs fönstret och altartavlan flyttades. Långhusets medeltida kalkmålningar, som överputsats vid okänd tidpunkt, påträffades och konserverades.

## Inventarier
- I koret står två medeltida skulpturer från ett altarskåp av nordtysk typ men sannolikt utfört i Sverige under 1400-talets senare del. Från skåpet har bevarats mittbilden som framställer korsnedtagningen samt ett kvinnligt helgon.
- Predikstolen är från 1680 och fick sitt nuvarande utseende vid en ombyggnad 1822.
- Den slutna bänkinredningen är från 1769 och ersatte en äldre inredning från 1664.
- Orgeln står på ett lågt podium i långhusets västra del. Orgelfasaden hör till en orgel från 1762 som byggdes av Lars Kinström och Jacob Westervik. 1932 magasinerades det gamla verket i klockstapeln. 2002 restaurerades orgeln av orgelbyggare Tomas Svenske AB, idag är både fasad och orgel  från 1762.

### Orgel
- 1762 byggde Jacob Westervik, Stockholm en orgel med 7 stämmor.
- Den föregående orgeln byggdes 1932 av Erik Henrik Eriksson, Sundbybergs stad. Orgeln var pneumatisk med rooseveltlådor. Fasaden är från 1762 års orgel.

| Huvudverk I  | Svällverk II      | Pedal      | Koppel   |
| Borduna 16´  | Salicional 8´     | Subbas 16´ | I/P      |
| Principal 8´ | Vox coelestis 8'  | II/P       |          |
| Gamba 8'     | Rörflöjt 8'       |            | II/I     |
| Gedakt 8'    |                   |            | I 4'     |
| Oktava 4'    |                   |            | II 16'/I |
|              | Crescendosvällare |            |          |

## Omgivning
Nordost om kyrkan står klockstapeln. Under dess brädklädsel finns en konstruktion som möjligen är medeltida. Ursprungligen var stapelns stolpar spånklädda. Möjligen är stapeln samtida med lillklockan som sannolikt göts 1522.

### Webbkällor
- byggnadspresentation
- Svenska kyrkan i Enköping